# 桃園市立圖書館龍岡分館

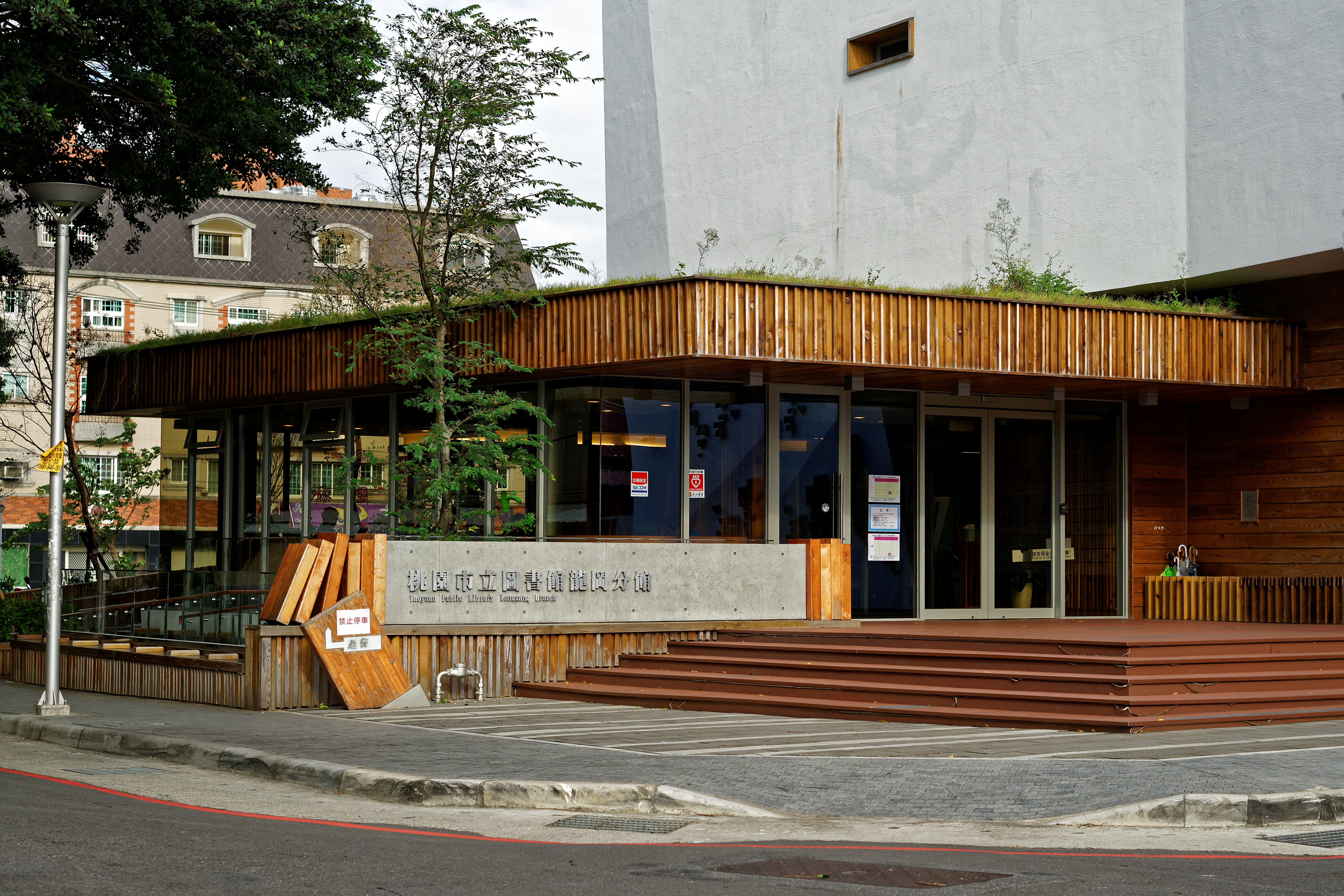
龍岡分館入口處

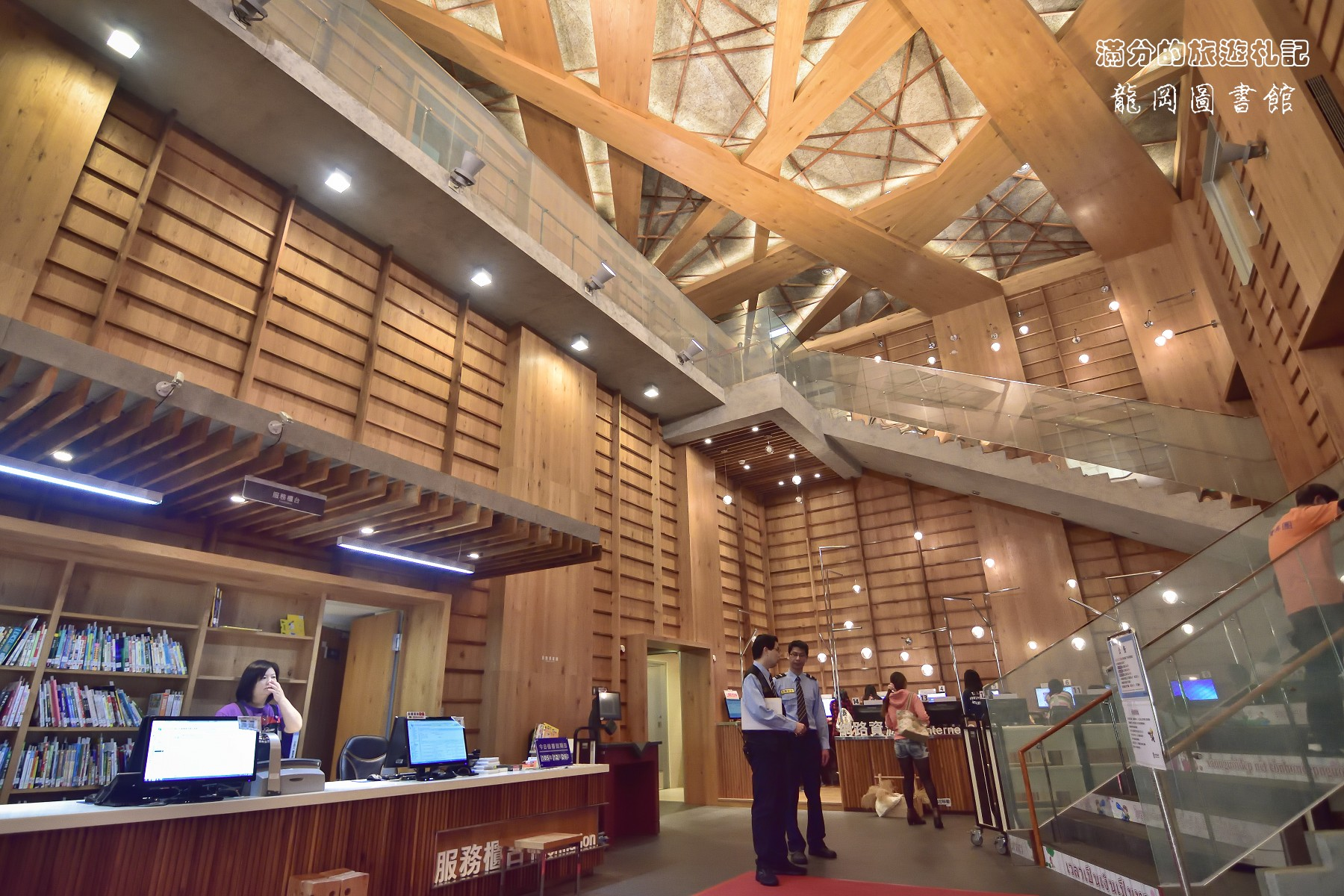
龍岡分館內部大量使用木元素

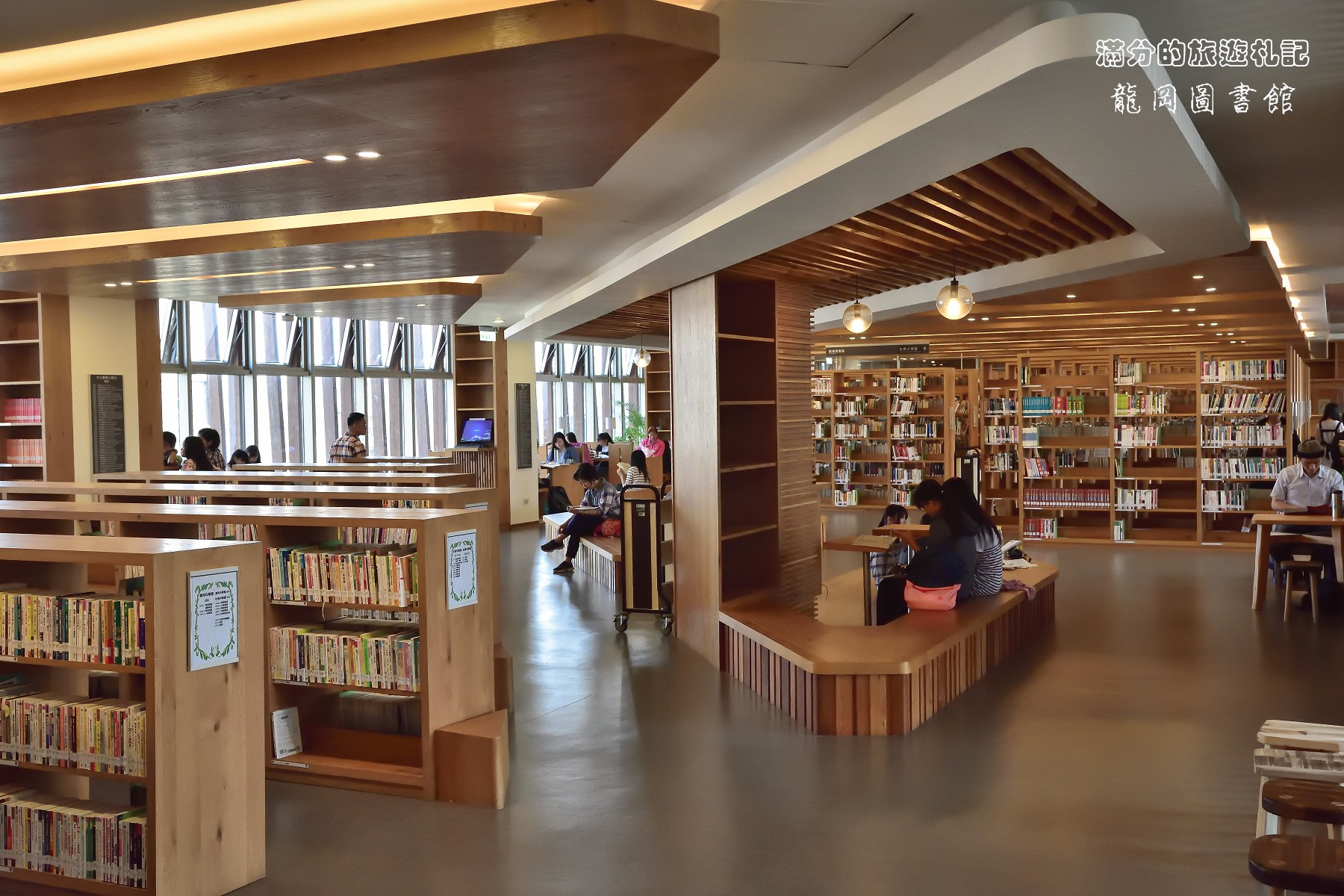
龍岡分館3樓書庫區

桃園市立圖書館龍岡分館位於桃園市中壢區台貿一街，啟用於2015年12月10日。建築為地下兩層、地上四層，包括閱覽室、多功能教室、藏書書庫、兒童閱覽區、兒童故事屋等，閱覽室設有265個位置。建築1樓右側則為台貿社區活動中心。基地面積1,807平方公尺、建築面積1,028平方公尺、總樓地板面積為6,414平方公尺。2016年共有40萬人次進館使用，佔桃園市立圖書館第3名，僅次中壢分館、蘆竹分館
。

## 建築
龍岡分館由CTLU Architect & Associates盧俊廷建築師事務所設計，外觀大量使用木元素，包括原木香衫、碳化木雨淋板、橡木、花旗松集成材等，被譽為全台最美圖書館   。

## 館藏特色
龍岡地區外籍配偶人數眾多，特別增加泰國、印尼、越南、緬甸等東南亞7國的藏書，為龍岡分館的特色。

## 樓層配置
一樓：閱報區、網路資訊區、服務櫃檯
二樓：期刊區、兒童室、無線上網筆電區
三樓：書庫、參考室、地方文獻室、無線上網筆電區
四樓：閱覽室（265個座位，專供自修使用）、多功能教室

## 外部連結
- 桃園市立圖書館龍岡分館 （页面存档备份，存于）